# Даруга
Даруга (даругабек, дорога, от др-монг. даругачи) — должность в тюркских и монгольских государствах средних веков, представитель хана в его личных владениях и управляемых территориях, следивший за сбором налогов и прочих поручений.

## Этимология
Термин даруга и его формы произошли от др-монг. даругачи, где дару означает «стоять», «возвышаться над кем или чем-либо», либо «давить», «подчинять», «ставить штамп», «ставить оттиск печати».

## Краткие сведения
Должность даруги имелась в Монгольской Империи, Улусе Джучи, а позже в государствах образовавшихся в результате распада империи монголов. Даругой называли высшее должностное лицо по управлению территориями по имени хана, который следил за сбором налогов и дани, а также контролировал перепись населения и брал присягу на верность подданства. В подчинении главного управителя владениями были данщики, писцы и иные исполнительные чиновники. 
Термин неоднократно упоминаются в ханских ярлыках: хана Узбека — дороги славные, хана Атюляка — волостные дороги, в ярлыке хана Тайдулы выданный митрополиту Феогносту — волостные, городские и сельские дороги. Даруги имели большое влияние в Бухарском и Хивинском ханствах, участвовали также в управлении войсками. Также должность даруги как сборщика дани использовалась правителями Московского царства. Так Иван Грозный отправлял даругу для сбора подати в Сибирское ханство.
В летописи Нормантского записано о дорогах, где князь Едигер просил государя московского от лица Сибирского ханства: «…. чтобы всю землю Сибирскую взяли в своё имя, и от сторон всех заступил, и дань свою на них положил, и дорогу своего прислал, кому дань собирать …. и правду дали на том, что им давать государю, со всего чёрного человека по соболю, да дороге государеву по сибирской белке с человека».
В соответствии с закреплённой территорией делились:
1. Дороги волостные: управляли целой областью или княжеством.
2. Дороги городные: управляли отдельным городом.
3. Дороги сельские: управляли отдельными сёлами с присёлками, деревнями и пустошами.

На должности волостных дорог очень часто назначались татарские князья и в ярлыках именовались князь дорога волостной. В русской летописи имеется упоминание о московском дароге: «…пришедши им (русским князьям) в Орду взять их к себе в улус дорога московский князь Минбулат».

## Административно-территориальная единица
Некоторые исследователи предполагают, что постепенно изначальный смысл термина начал меняться и, предположительно, в XIV веке термин даруга стал обозначать саму территорию, с которой производился сбор податей, а также и собираемые налоги и подати. Так в Казанском ханстве с XIII века имелось 5 территориальных даруг: Алатская даруга, Арская даруга, Галицкая даруга, Зюрейская даруга и Ногайская даруга. После падения Казанского ханства 1552 году московская администрация не стала менять существующую административно-территориальная структуру, и в образованном Казанском уезде остались (Алатская, Арская, Галицкая, Зюрейская, Ногайская даруга), так и в Уфимском уезде (Казанская, Ногайская, Осинская, Сибирская даруга). Даруги не имели чёткого территориального оформления, их границы во время земельных описаний нередко пересматривались. Со 2-й половины XVI века на исторически сложившееся деление на даруги наслоились уездно-волостная система и введённое в других уездах Казанского Поволжья деление на станы. При учреждении губерний в 1708 году традиционное деление на даруги не было затронуто и учитывалось в делопроизводстве до начала XIX века.

## Даруга Руси
- Китат (1257)[7]